# دی‌پی ورلد
دی‌پی ورلد (به انگلیسی: DP World) شرکت ترابری دریایی اماراتی است، که در زمینه ارائه خدمات کشتیرانی، اپراتوری بندرها و خدمات لجستیکی فعالیت می‌کند.
شرکت دی‌پی ورلد در سال ۲۰۰۵ تأسیس شد و در سال ۲۰۰۶ در پی خریداری چهارمین شرکت بزرگ خدمات بندرهای جهان بنام پنیسولار اند اورینتال به ارزش ۷ میلیارد دلار، به یکی از بزرگترین اپراتورهای بندر جهان تبدیل شد. این شرکت در حال حاضر اپراتور ۶۰ بندر تجاری در سراسر جهان می‌باشد.
دفتر مرکزی این شرکت در شهر دوبی، امارات متحده عربی قرار دارد و بخشی از سهام آن در بازارهای بورس لندن و بورس دوبی معامله می‌شود. شرکت دوبی ورلد مالکیت اکثریت سهام این شرکت را در اختیار دارد.